# دشتی (اصفهان)
دشتی (اصفهان)، روستایی از توابع بخش مرکزی شهرستان اصفهان در استان اصفهان ایران است.
این روستای سرسبز در مسیر جاده اصفهان ورزنه واقع شده است.

## جمعیت
این روستا در دهستان کرارج قرار دارد و بر اساس سرشماری مرکز آمار ایران ۱۳۸۵، جمعیت آن ۲٬۷۳۰ نفر (۶۸۶خانوار) بوده است.